# Dryocora cephalotes
Dryocora cephalotes is een keversoort uit de familie Prostomidae. De wetenschappelijke naam van de soort werd in 1877 als Bessaphilus cephalotes gepubliceerd door Charles Owen Waterhouse.